# Mariano Cuevas
Mariano Francisco Cuevas García (Ciudad de México, 18 de febrero de 1879-ibídem, 31 de marzo de 1949) fue un jesuita, historiador, investigador y académico mexicano.

## Estudios
Fue hijo de Javier Cuevas Estanillo y de Emilia García López. En 1891, ingresó al Seminario de México, viajó a España y el 24 de septiembre de 1893 ingresó a la Compañía de Jesús en el Santuario de Loyola, en donde estudió Humanidades. Se trasladó a Burgos para estudiar Retórica y a Oña para estudiar Filosofía. Regresó a México para dar clases de Letras Humanas e Historia en los colegios jesuitas de Saltillo y Puebla.
En 1906, viajó a San Luis Misuri en donde obtuvo un doctorado en Teología y Cánones. Se ordenó sacerdote el 27 de agosto de 1909. Viajó nuevamente a Europa, para realizar estudios en la Universidad Gregoriana y a la Universidad Católica de Lovaina de Arqueología, Paleografía, Diplomática y Metodología histórica.

## Investigador y académico
Comenzó a realizar búsquedas de documentos en el Archivo General de Simancas y en el Archivo General de Indias de Sevilla. Se trasladó a México en donde continuó recopliando información en el Archivo General de la Nación y en la Biblioteca Palafoxiana.  Para el desarrollo de sus libros y publicaciones, realizó investigaciones en Londres, Washington D. C., California, Texas y Nueva Orleans. Visitó los Archivos de Simancas y Sevilla, los de Londres, Roma, Nueva York, Nueva Orleans, California, Rhode Island y Texas, y realizó importantes hallazgos documentales.
Pronunció el discurso Documento relativo a la tradición del milagro guadalupano en relación con Zumárraga en la Real Academia de la Historia en Madrid el 27 de junio de 1919.  Ese mismo año fue promotor —junto con Manuel Romero de Terreros— y miembro fundador de la Academia Mexicana de la Historia, ocupó el sillón VI desde 1919 hasta su muerte. Fue designado miembro de número de la Academia Mexicana de la Lengua el 21 de junio de 1933, ocupó la silla VII y fue bibliotecario de 1945 a 1947. Su discurso de ingreso fue Orígenes del Humanismo en México.

## Obras
Publicó obras antiguas e inéditas las cuales anotó y prologó.
- Historia de los descubrimientos antiguos y modernos de la Nueva España escrita por el conquistador Balcázar de Obregón. Año 1584 en 1924.
- Testamento de Hernán Cortés, descubierto y anotado por el padre Mariano Cuevas en 1925.
- Testamento y postrera voluntad de Hernán Cortés en 1930.
- Descripción de la Nueva España en el siglo XVII por el padre fray Antonio Vázquez de Espinoza y otros documentos del siglo XVII en 1944.
- Tesoros documentales de México siglo SVIII. Priego, Zelis, Clavijero en 1944.
- Crónica de Puebla por Don Miguel Zerón Zapata y de Don Manuel Fernández de Santa Cruz en 1945.
- Historia antigua de México del jesuita Francisco Xavier Clavijero en 1945.
- El Libertador. Documentos selectos de D. Agustín de Iturbide en 1947.

Entre sus libros se encuentran:
- Historia de la Iglesia en México en cinco volúmenes de 1921 a 1926.
- Documentos inéditos del siglo XVI para la historia de México en cinco volúmenes de 1921 a 1928.
- The Codex Saville: America's Oldest Book en 1929.
- Álbum Histórico Guadalupano del IV Centenario en 1931.
- Expulsion of the Jesuits from Mexico en 1932.
- Martyrs of the XVII and XVIII century en 1932.
- Historia general de la nación mexicana en 1940.
- Monje y marino. La vida y los tiempos de fray Andrés de Urdaneta en 1944.

Murió en la Ciudad de México, el 31 de marzo de 1949.